# Sønderjyske Fodbold
Sønderjyske Fodbold är en dansk fotbollsklubb från Haderslev, som spelar i landets högsta liga, Superligaen. Klubben har också en ishockeyverksamhet - Sønderjyske ishockey som spelar i Metal Ligaen.

## Spelare

### Spelartrupp
| Nr | Land       | Pos | Namn                                       |
| -- | ---------- | --- | ------------------------------------------ |
| 1  | Australien | MV  | Lawrence Thomas                            |
| 2  | Danmark    | F   | Stefan Gartenmann                          |
| 3  | Sverige    | F   | Emil Holm (lån från Spezia)                |
| 4  | Kamerun    | F   | Duplexe Tchamba                            |
| 5  | Danmark    | F   | Marc Dal Hende                             |
| 7  | Danmark    | MF  | Julius Eskesen                             |
| 8  | Danmark    | MF  | Emil Kornvig (lån från Spezia)             |
| 9  | Kamerun    | A   | Faris Moumbagna (lån från Kristiansund BK) |
| 12 | Frankrike  | F   | Maxime Soulas                              |
| 14 | Island     | A   | Kristófer Kristinsson                      |
| 16 | Danmark    | MF  | Jannick Liburd                             |
| 17 | Ungern     | A   | Dániel Prosser (lån från MTK Budapest)     |
| 19 | Danmark    | F   | Mads Winther                               |

| Nr | Land          | Pos | Namn              |
| -- | ------------- | --- | ----------------- |
| 21 | Haiti         | F   | Jeppe Simonsen    |
| 22 | Danmark       | MF  | Emil Frederiksen  |
| 23 | Danmark       | MF  | Mads Hansen       |
| 24 | Danmark       | MF  | Rasmus Vinderslev |
| 25 | Nigeria       | A   | Abdulrahman Taiwo |
| 26 | Danmark       | F   | Patrick Banggaard |
| 27 | Nederländerna | F   | Robin Schouten    |
| 28 | Danmark       | MV  | Nicolai Flö       |
| 29 | Kamerun       | MF  | Victor Ekani      |
| 32 | Danmark       | MF  | Lasse Haysen      |
| 77 | Nigeria       | A   | Rilwan Hassan     |
| 90 | Danmark       | MF  | Mads Albaek       |
| -  | Danmark       | MV  | Benjamin Schubert |

### Svenska spelare
- Simon Kroon (2016)
- Marko Mitrovic (2017-2018)

## Andra kända spelare
- Sölvi Ottesen (2008-2010)
- Lasse Vibe (2012-2013)